# Elend, Harz
Elend là một đô thị ở huyện Harz, trong bang Sachsen-Anhalt, Đức. Đô thị Elend, Harz có diện tích 27,39 km². 